# Pontonia manningi
Pontonia manningi är en kräftdjursart som beskrevs av Fransen 2000. Pontonia manningi ingår i släktet Pontonia och familjen Palaemonidae. Inga underarter finns listade i Catalogue of Life.